# Susan (voornaam)
Susan (alternatieve spelling: Suzan) is een meisjesnaam. De naam is, evenals de variant Suzanne, afgeleid van het Hebreeuws שׁוֹשַׁנָּה (Shoshannah): lelie en het Egyptische sšn: lotusbloem .

## Bekende naamdragers
- Susan Kuijken, Nederlandse atlete
- Susan Visser, Nederlandse actrice
- Susan Smit, Nederlandse schrijfster, columniste en voormalig fotomodel
- Susan Polgar, een Amerikaanse schaakster en grootmeester van Joods-Hongaarse afkomst.
- Susan Boyle, Schotse zangeres
- Susan Sarandon, Amerikaanse filmactrice
- Susan Hayward (artiestennaam van Edythe Marrener), Amerikaanse actrice